# Nergal-szarru-usur
Nergal-szarru-usur (akad. Nergal-šarru-uṣur) – wysoki dostojnik za rządów asyryjskiego króla Asarhaddona (680-669 p.n.e.), noszący tytuł „wielkiego podczaszego” (rab šāqê); według Asyryjskiej kroniki eponimów w 678 r. p.n.e. pełnił też urząd limmu (eponima).